# Еолян, Изабелла Рубеновна
Изабе́лла Рубе́новна Еоля́н (арм. Իզաբելա Ռուբենի Յոլյան; 12 марта 1928, Горис, ССР Армении — 13 февраля 1996, Москва, Россия) — армянский советский и российский музыковед. Доктор искусствоведения (1986).

## Биография
Училась у Христофора Кушнарёва и Романа Грубера. С 1955 года преподавала в Московской консерватории. С 1965 года — младший научный сотрудник, а с 1970 года — старший научный сотрудник Всесоюзного НИИ искусствознания. Занималась исследованием музыкальной культуры отечественного и зарубежного Востока. Член КПСС с 1961.

## Сочинения
- Александр Арутюнян. — М., 1962.
- Григорий Егиазарян. — М., 1968.
- Комитас. — Ереван, 1969.  (арм.)
- Очерки арабской музыки. — М., 1977.
- Некоторые вопросы методологии исследования традиционной музыки Востока // Художественная культура Азии и Африки. — М., 1986.

## Комментарии
1. ↑  Жила и работала главным образом в Москве, но публиковалась в том числе на армянском языке[2].